# Luka Čeč
Luka Čeč, slovenski jamar, začetnik slovenske speleologije, * 11. oktober 1785, Postojna, † 31. julij 1836.
Čeč je postal znan, ko je 14. aprila 1818 odkril pot v dotlej neznani del Postojnske jame. Do odkritja je prišlo po naključju, saj je 16. aprila 1818 hotel jamo obiskati tedanji Avstrijski cesar Franc I. Habsburško-Lotarinški z ženo, cesarico Karolino Avgusto. Gostitelji so želeli za visoki obisk jamo osvetliti in okrasiti. V pripravah so čez podzemno reko položili lestev, da bi na skale postavili piramido s prosojnim napisom. Luka Čeč je splezal na skale in tam našel vhod v globino jame. Odkritje so zaradi njegovega revnega stanu dolgo pripisovali okrožnemu blagajniku Josipu Jeršinoviču. Verodostojnost Čečevega odkritja je potrdilo šele zaslišanje nekdanjega cestnega nadzornika v Postojni Jakoba Vidmarja, ki ga je 19. decembra 1823 zaslišal okrožni komisar Friedrich Kreizberger pl. Kreizberg. Kljub temu zapisu so Čeča uradno razglasili za odkritelja šele leta 1854, ko je o zapisniku zaslišanja v svojem delu o slovenskih jamah pisal znani geograf in krasoslovec Adolf Schmidl. 
Luka Čeč se je kasneje prijavil na delovno mesto jamskega osebja in postal eden od šestih pomožnih svetilničarjev. Trije od njih, Luka Čeč, Martin Berne in Luka Šibenik, so 17. marca 1825 poslali prošnjo deželnemu guberniju, da bi jim za zasluge pri odkrivanju jame podelil dosmrtno službo v Postojnski jami. Prošnja je bila zavrnjena, zato so leta 1832 enako prošnjo naslovili še na cesarja. Tudi ta prošnja je bila zavrnjena z obrazložitvijo, da je že Janez Vajkard Valvazor prodrl dve milji globoko v jamo, kar seveda ni bilo res.
Med službovanjem v jami je Luka Čeč pomagal pri urejanju poti po jami in sam pripravil bazen za človeško ribico. Pred jamo je Čeč posadil tudi prva drevesa.
Čeč se je proslavil tudi z odkritjem prvega znanega jamskega hrošča - drobnovratnika. Tega je odkril leta 1831 ob raziskovanju notranjih delov Postojnske jame. Čeprav ni bil naravoslovec ali kako drugače formalno izobražen, se je zavedal, da gre za redkost, in primerek odnesel grofu Hochenwartu, takratnem kustosu Kranjskega deželnega muzeja. Ta živali ni prepoznal in jo je posredoval znanemu entomologu Schmidtu, ki je hrošča opisal kot novo vrsto z imenom Leptodirus hochenwartii. Čečev prispevek k odkritju je bil tako dolgo časa po krivici spregledan, saj je pri poimenovanju vrst po osebah v biološki taksonomiji navada, da se poimenujejo po odkritelju.
Umrl je za posledicami kuge, ki je pred tem ubila tudi dva od njegovih osmih otrok ter ženo Katarino. Ob 150-letnici odkritja notranjih delov Postojnske jame so v Kongresni dvorani jame odkrili spominsko ploščo Luki Čeču. Po njem se danes imenuje tudi jamarski klub iz Postojne.